# Квантование (обработка сигналов)
Квантова́ние (англ. quantization) — в обработке сигналов — разбиение диапазона отсчётных значений сигнала на конечное число уровней и округление этих значений до одного из двух ближайших к ним уровней. При этом значение сигнала может округляться либо до ближайшего уровня, либо до меньшего или большего из ближайших уровней в зависимости от способа кодирования. Такое квантование называется скалярным. Существует также векторное квантование — разбиение пространства возможных значений векторной величины на конечное число областей и замена этих значений идентификатором одной из этих областей.
Не следует путать квантование с дискретизацией (и, соответственно, шаг квантования с частотой дискретизации). При дискретизации изменяющаяся во времени величина (сигнал) замеряется с заданной частотой (частотой дискретизации), таким образом, дискретизация разбивает сигнал по временной составляющей (на графике — по горизонтали). Квантование же приводит сигнал к заданным значениям, то есть округляет сигнал до ближайших к нему уровней (на графике — по вертикали). В АЦП округление может производиться до ближайшего меньшего уровня. Сигнал, к которому применены дискретизация и квантование, называется цифровым.
Квантование часто используется при обработке сигналов, в том числе при сжатии звука и изображений.
При оцифровке сигнала количество битов, кодирующих один уровень квантования, называют глубиной квантования или разрядностью. Чем больше глубина квантования и чем больше частота дискретизации, тем точнее цифровой сигнал соответствует аналоговому. В случае равномерного квантования глубина квантования определяет динамический диапазон, измеряемый в децибелах (1 бит на 6 дБ).

## Виды квантования
Равномерное (однородное) квантование — разбиение диапазона значений отсчётов сигнала {\displaystyle y} на отрезки равной длины и замена этих значений на ближайший уровень квантования {\displaystyle y_{q}}. В этом случае возможны два варианта квантования:
1. Если значения сигнала находятся в интервале {\displaystyle [0,h]}, где {\displaystyle h} — шаг квантования, то они округляются до уровня {\displaystyle h/2} (midrise — характеристика квантования с нулём на границе шага квантования):
{\displaystyle y_{q}=\left(\left\lfloor {y \over h}\right\rfloor +0.5\right)\cdot h}
2. Если значения сигнала находятся в интервале {\displaystyle [-h/2,h/2]}, то они округляются до нулевого уровня (midtread — характеристика квантования с нулём в центре шага квантования):
{\displaystyle y_{q}=\left\lfloor {y \over h}+0.5\right\rfloor \cdot h},
где {\displaystyle \left\lfloor {.}\right\rfloor } — округление до ближайшего меньшего целого.
После дискретизации и квантования получается цифровой сигнал. Затем уровень квантования {\displaystyle y_{q}} заменяется набором чисел. Для квантования в двоичном коде диапазон изменения сигнала от минимального значения {\displaystyle y_{\min }} до максимального значения {\displaystyle y_{\max }} делится на {\displaystyle 2^{n}} уровней квантования, где {\displaystyle n} — разрядность квантования. Величина получившегося интервала между уровнями (шаг квантования):
{\displaystyle h={\frac {y_{\max }-y_{\min }}{2^{n}}}.}
Каждому уровню присваивается {\displaystyle n}-разрядный двоичный код — номер уровня, записанный двоичным числом. Каждому отсчёту сигнала присваивается код ближайшего к нему уровню. Таким образом, после дискретизации и квантования аналоговый сигнал представляется последовательностью двоичных чисел, соответствующих значениям сигнала в определённые моменты времени, то есть двоичным сигналом. При этом каждое двоичное число представляется последовательностью импульсов высокого (1) и низкого (0) уровня. Разрядность квантования звука обычно выбирается равной от 8 до 32 битов (сравнение цифровых аудиоформатов), но обычно 16 или 24 бита.
Неравномерное квантование — квантование, при котором разбиение диапазона значений сигнала производится на отрезки неравной длины. Применяется с целью повышения точности квантования в случае, когда распределение значений сигнала неравномерное, например при квантовании звука. При этом уровни квантования должны располагаться чаще в тех областях, где значения сигнала более вероятны. При квантовании речевых сигналов чаще используется компрессор, увеличивающий малые значения сигнала и уменьшающий большие значения, и последующее равномерное квантование.

## Методы квантования
- Импульсно-кодовая модуляция
- Дельта-модуляция
- Сигма-дельта модуляция